# Rövşən Bayramov
Pour les articles homonymes, voir Bayramov.
Rövşən Bayramov est un lutteur azerbaïdjanais né le 7 mai 1987 à Bakou.

## Palmarès

### Jeux olympiques
- Jeux olympiques d'été de 2008 à Pékin :
  -  médaille d'argent en moins de 55 kg
- Jeux olympiques d'été de 2012 à Londres :
  -  médaille d'argent en moins de 55 kg

### Championnats du monde
- Championnats du monde 2006 à Canton
  -  Médaille d'argent dans la catégorie des moins de 55 kg
- Championnats du monde 2009 à Herning
  -  Médaille de bronze dans la catégorie des moins de 55 kg
- Championnats du monde 2011 à Istanbul
  -  Médaille d'or dans la catégorie des moins de 55 kg
- Championnats du monde 2015 à Las Vegas
  -  Médaille d'argent dans la catégorie des moins de 59 kg

### Championnats d'Europe
- Championnats d'Europe 2006 à Moscou
  -  Médaille de bronze dans la catégorie des moins de 55 kg
- Championnats d'Europe 2007 à Sofia
  -  Médaille d'or dans la catégorie des moins de 55 kg
- Championnats d'Europe 2008 à Tampere
  -  Médaille d'or dans la catégorie des moins de 55 kg